# Bystrzyca Dolna
Bystrzyca Dolna (pol. hist. Bystrzyca, niem. Nieder Weistritz, do 1898 Polnisch Weistricz) – wieś w Polsce położona w województwie dolnośląskim, w powiecie świdnickim, w gminie Świdnica.

## Podział administracyjny
W latach 1975–1998 miejscowość administracyjnie należała do województwa wałbrzyskiego. Wieś położona na lewym brzegu Bystrzycy.

## Nazwa

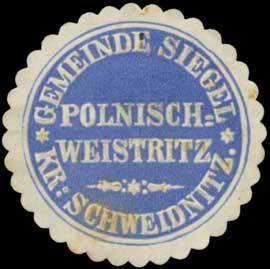
Pieczęć gminna z nazwą Polnisch Weistritz z 1850 roku.

Nazwa miejscowości wywodzi się od bystrego, szybkiego nurtu rzeki Bystrzycy, nad którą leży wieś. Niemiecki nauczyciel Heinrich Adamy w swoim dziele o nazwach miejscowości na Śląsku wydanym w 1888 roku we Wrocławiu jako najstarszą nazwę miejscowości wymienia zlatynizowaną nazwę Bistritz podając jej znaczenie "Dorf am reissenden Gebirgsbach" czyli "Wieś nad rwącym potokiem górskim"
Pierwsze zapisy historyczne o wsi pochodzą już z wieku XII. Wzmiankowana jest po raz pierwszy w łacińskim dokumencie z 1250 roku wydanym przez papieża Innocentego IV w Lyonie gdzie zanotowana została w zlatynizowanej, staropolskiej formie „Bistricie”.
Miejscowość ta w okresie 9 stuleci miała 13 nazw: Bistritcza - 1149/1150 r., Wystricza - 1300 r., Polnisch Weistritz - 1318 r., Wistricz - 1330 r., Wistricz - 1334 r., Wistricia polonicalis - 1340 r., Polnisschen Weissericz - 1362 r., Polnisch Weistritz - 1372 r., Polnischweistric - 1666 r., Pohl (nisch) Weiseritz - 1743 r., Weistriz Polnisch - 1785 r., Bystrzyca Polska - 1887 r., Nieder Weistritz - 1898 r., Bystrzyca Dolna - od 1945 r.

## Historia
Położenie u boku Świdnicy powodowało, że podczas wszystkich wojen wojska niszczyły wieś.
W miejscowości był przystanek kolejowy Bystrzyca Dolna.

## Zabytki
Do wojewódzkiego rejestru zabytków wpisane są:
- zespół pałacowo-parkowy:
  - pałac, rezydencja powstała najpewniej w XVI w. jako zamek wodny, rozebrany w 1830 r. Dzisiejszy neorenesansowy charakter pochodzi z lat 1886-1887 - XIX w. i jest efektem rozbudowy leśniczówki. Założenie powstało na rzucie prostokąta, jest dwukondygnacjowe, kryte dachem mansardowym z lukarnami. Dobudowane skrzydło, gdzie mieści się rozległy taras pochodzi najpewniej z początku XX w. Pałac pełni funkcje budynku mieszkalnego
  - piękny park ze stawem oraz około 200-letnimi dębami; do parku prowadzi wybudowana w 1870 roku monumentalna brama, z drugiej połowy XIX w.
    - cmentarz kościelny, na terenie parku
      - aleja, na cmentarzu kościelnym, z pierwszej połowy XIX w.

  - aleja topolowa, przy drodze wzdłuż zabudowań folwarcznych, z pierwszej połowy XIX w.
  - aleja dębowa jednorzędowa, przy głównej drodze wiejskiej, z początku XIX w.

inne zabytki:
- stary kamienny mur, zachował się od strony północno-wschodniej pałacu
- kościół pw. św. Józefa; pochodzący z końca XIX wieku, ale nie posiada on istotnej wartości historycznej